# Acvila lui Haast
Acvila lui Haast (Hieraaetus moorei) este o specie dispărută de vultur care a trăit în Insula de Sud a Noii Zeelande. Este cel mai mare vultur despre care se știe că a existat, cu o greutate estimată la 10-18 kilograme, în comparație cu următorul ca mărime, Harpia harpyja, de până la 9 kg.  Mărimea sa masivă este explicată ca un răspuns evolutiv la mărimea prăzii sale – moa care nu zboară – dintre care cea mai mare putea cântări 200 kg. Acvila lui Haast a dispărut în jurul anului 1445, în urma sosirii populației māori, care au vânat moa până la dispariție, au introdus șobolanul polinezian (Rattus exulans) și au distrus mari suprafețe de pădure prin incendiere.

## Taxonomie
Acvila lui Haast a fost descrisă științific pentru prima dată de Julius von Haast în 1871, din rămășițele descoperite de taxidermistul Muzeului Canterbury, Frederick Richardson Fuller, într-o fostă mlaștină. Haast a numit acvila Harpagornis moorei după George Henry Moore, proprietarul domeniului Glenmark, unde au fost găsite oasele păsării. Numele genului provine din grecescul harpax, care înseamnă "cârlig de prindere" și ornis, care înseamnă "pasăre". Analizele ADN au arătat ulterior că această pasăre este înrudită cel mai îndeaproape cu Hieraaetus morphnoides precum și cu Hieraaetus pennatus și nu, așa cum se credea anterior, cu Aquila audax. Prin urmare, Harpagornis moorei a fost reclasificat ca Hieraaetus moorei.
Se estimează că H. moorei a deviat de la acești vulturi mai mici în urmă cu 1,8 milioane până la 700.000 de ani. Dacă această estimare este corectă, creșterea sa în greutate de zece până la cincisprezece ori este o creștere excepțional de rapidă.